# 政治分野における男女共同参画の推進に関する法律
政治分野における男女共同参画の推進に関する法律（せいじぶんやにおけるだんじょきょうどうさんかくのすいしんにかんするほうりつ、平成30年5月23日法律第28号）は、政治分野において男女共同参画を促すことに関する日本の法律である。
2018年、第196回国会に提出され同年5月23日に公布および施行された。

## 目的
同法律か制定された背景として、日本国民の男女比は半々であるにもかかわらず議会の場に女性の代表者が少ないいわゆる「過少代表」と言える状況であり諸外国と比べて女性の政治参画は遅れをとっていた。この法律では政治分野における男女共同参画を推進することで民主政治の発展を目指している（第一条より）。

## 構成
- 第一条（目的）
- 第二条（基本原則）
- 第三条（国及び地方公共団体の責務）
- 第四条（政党その他の政治団体の努力）
- 第五条（実態の調査及び情報の収集等）
- 第六条（啓発活動）
- 第七条（環境整備）
- 第八条（人材の育成等）
- 第九条（法制上の措置等）
- 附則

## 内容
- 第二条では、男女共同参画について、
  - 政治活動の自由を確保しつつ男女の候補者の数ができる限り同じ数になること。
  - 男女が性別にかかわりなく個性や能力を十分に発揮できるようにすること。
  - 性別にかかわりなく公職活動と家庭生活の両立が可能であるようにすること。

以上の3点を「基本原則」としている。
- 第三条では、国や地方公共団体に対して前述の基本原則にのっとり必要な施策を策定・実行するように努めることを定めている。
- 第四条では、政党や政治団体に対して候補者の数の目標を定める等の対策に取り組むように努めることを定めている。
- 第五条では、国に対して国内外の政治文化での男女共同参画に関する情報の収集・整理・分析・提供を行うこと、地方公共団体には当該団体における男女共同参画に関する情報の収集・整理・分析・提供を行うように努めることを定めている。
- 第六、七、八条では、国や地方公共団体に対してそれぞれ男女共同参画の推進について啓発活動、環境整備、人材育成などを行うよう努めることを定めている。
- 第九条では、国に情報収集・調査の結果から必要があると認められる場合は法制上または財政上の措置を講ずるよう定めている。

## 施行前後の国政選挙における女性立候補者
この法律の施行前と後に行われた国政選挙における主要政党の女性立候補者の数とその割合は、以下のとおりとなっている。

### 衆議院議員総選挙
| 政党・政治団体 | 政党・政治団体 | 施行前           | 施行前           | 施行後           | 施行後           | 施行後           | 施行後           |
| 政党・政治団体 | 政党・政治団体 | 第48回（2017年） | 第48回（2017年） | 第49回（2021年） | 第49回（2021年） | 第50回（2024年） | 第50回（2024年） |
| -------------- | -------------- | ---------------- | ---------------- | ---------------- | ---------------- | ---------------- | ---------------- |
|                | 自由民主党     | 25 / 332         | 7.5%             | 33 / 336         | 9.8%             | 55 / 342         | 16.1%            |
|                | 立憲民主党     | 19 / 040         | 47.5%            | 44 / 240         | 18.3%            | 53 / 237         | 22.4%            |
|                | 公明党         | 05 / 053         | 9.4%             | 04 / 053         | 7.5%             | 32 / 050         | 16.0%            |
|                | 日本共産党     | 58 / 243         | 23.9%            | 46 / 130         | 35.4%            | 88 / 236         | 37.3%            |
|                | 日本維新の会   | 04 / 052         | 7.7%             | 14 / 096         | 14.6%            | 29 / 164         | 17.7%            |
|                | 国民民主党     | （結党前）       | （結党前）       | 08 / 027         | 29.6%            | 09 / 042         | 21.4%            |
|                | れいわ新選組   | （結党前）       | （結党前）       | 05 / 021         | 23.8%            | 12 / 035         | 34.3%            |
|                | 社会民主党     | 04 / 012         | 33.3%            | 09 / 015         | 60.0%            | 05 / 017         | 29.4%            |

### 参議院議員通常選挙
| 政党・政治団体 | 政党・政治団体 | 施行前           | 施行前           | 施行後           | 施行後           | 施行後           | 施行後           | 施行後           | 施行後           |
| 政党・政治団体 | 政党・政治団体 | 第24回（2016年） | 第24回（2016年） | 第25回（2019年） | 第25回（2019年） | 第26回（2022年） | 第26回（2022年） | 第27回（2025年） | 第27回（2025年） |
| -------------- | -------------- | ---------------- | ---------------- | ---------------- | ---------------- | ---------------- | ---------------- | ---------------- | ---------------- |
|                | 自由民主党     | 12 / 73          | 16.4%            | 12 / 82          | 14.6%            | 19 / 82          | 23.2%            | 17 / 79          | 21.5%            |
|                | 立憲民主党     | （結党前）       | （結党前）       | 19 / 42          | 45.2%            | 26 / 51          | 51.0%            | 21 / 51          | 41.2%            |
|                | 公明党         | 03 / 24          | 12.4%            | 02 / 24          | 8.3%             | 05 / 24          | 20.8%            | 05 / 24          | 20.8%            |
|                | 日本共産党     | 20 / 56          | 35.7%            | 22 / 40          | 55.0%            | 32 / 58          | 55.2%            | 20 / 47          | 42.6%            |
|                | 日本維新の会   | 04 / 28          | 14.3%            | 07 / 22          | 31.8%            | 14 / 46          | 30.4%            | 07 / 28          | 25.0%            |
|                | 国民民主党     | （結党前）       | （結党前）       | 10 / 28          | 35.7%            | 09 / 22          | 40.9%            | 12 / 41          | 29.3%            |
|                | れいわ新選組   | （結党前）       | （結党前）       | 02 / 10          | 20.0%            | 05 / 14          | 35.7%            | 11 / 24          | 45.8%            |
|                | 社会民主党     | 02 / 11          | 18.1%            | 05 / 07          | 71.4%            | 05 / 12          | 41.7%            | 04 / 11          | 36.4%            |
|                | 参政党         | （結党前）       | （結党前）       | （結党前）       | （結党前）       | 17 / 50          | 34.0%            | 24 / 55          | 43.6%            |